# Santi Santamaria i Puig

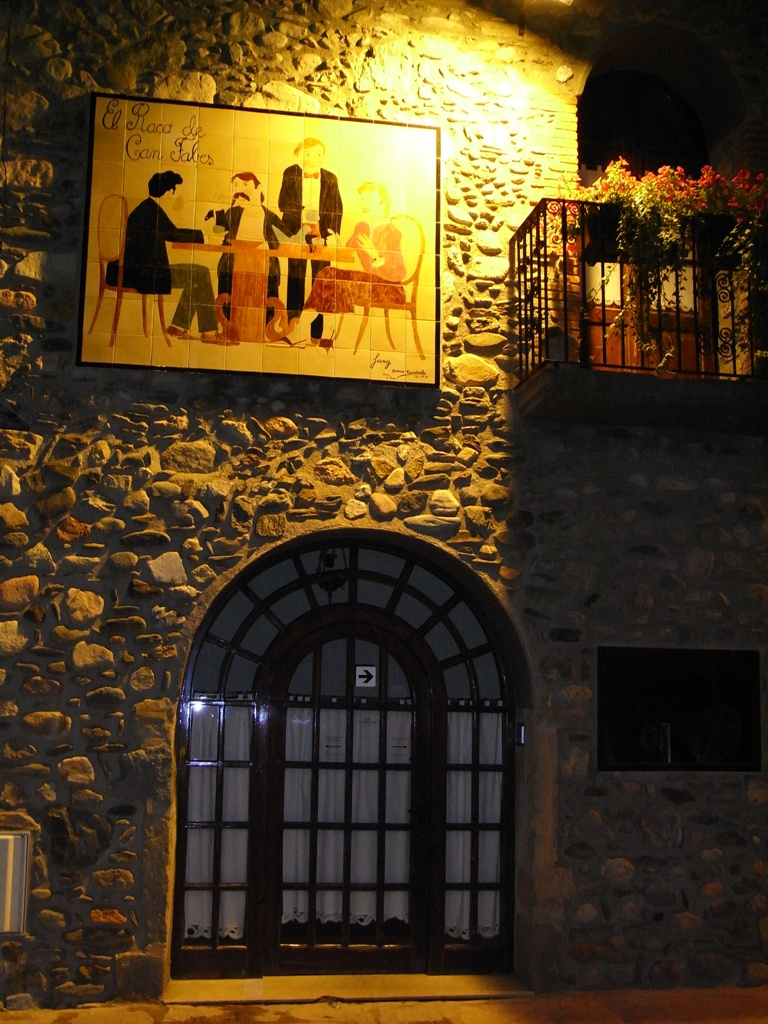
Detall de la façana exterior de Can Fabes

Santi Santamaria i Puig (Sant Celoni, Catalunya, 26 de juliol de 1957 - Singapur, 16 de febrer de 2011) fou un cuiner català, propietari del restaurant El Racó de Can Fabes.

## Biografia
Va estudiar dibuix tècnic i industrial però va acabar sent famós per la seva tasca com a restaurador. El 1981 va inaugurar juntament amb la seva esposa Àngels el restaurant El Racó de Can Fabes, al seu poble natal de Sant Celoni. El 1988 va obtenir la seva primera estrella Michelin, la segona el 1990 i la tercera el 1994, erigint-lo com el primer cuiner català mereixedor d'aquest reconeixement.
L'any 1991 fou admès com a membre de Relais & Châteaux, en qualitat de Relais Gourmands, durant el Congrés Mundial que l'Associació va celebrar a Quebec, Canadà. L'any 1993 ingressà en el reduït club de Traditions & Qualité, Les Grands Tables du Monde. L'any 1999, per Sant Jordi, publicà el llibre "La cuina de Santi Santamaria. L'ètica del gust", editat en català per Edicions Cadí i en castellà per Editorial Everest. Aquest llibre ha estat guardonat en diferents ocasions: Mejor Publicación de 1999 segons la Academia Española de Gastronomía, premi a la millor publicació de gastronomia 1999 La Librería Gastronómica (Montagud Editores), Prix Circle of Gold 1999 a la Versailles World Cookbook Fair i Prix The Best Chef Book 1999.
L'any 2000 la Guia Michelin per Espanya i Portugal de 2000 considera El Racó de Can Fabes el millor restaurant d'Espanya, en renovar-li la tercera estrella i qualificar-lo amb quatre forquilles vermelles. Aquest mateix any, Santi Santamaria signa un contracte de col·laboració amb la cadena hotelera Hesperia pel projecte del restaurant Santceloni a Madrid.
L'any 2001 comença la seva col·laboració setmanal amb el diari La Vanguardia. També publica un nou llibre, El món culinari de Santi Santamaria. El gust de la diversitat, editat en català per Edicions Cadí i en castellà per Editorial Everest. El restaurant Santceloni de Madrid aconsegueix la seva primera estrella a la Guia Michelin, Can Fabes renova la tercera estrella, Santi Santamaria actua com a col·laborador de Telenotícies TV3 Online i publica un altre llibre, La cocina es bella.
L'any 2002 inaugura els nous espais a Can Fabes. Tornen a elegir Santi Santamaria president de Relais Gourmands i el designen vicepresident internacional de Relais & Châteaux. L'any 2003 publica el nou llibre "El restaurante".
L'any 2004 neixen els vins i el cava de la Cuvée Santamaria i el xef escriu el pròleg del Larousse Gastronòmic.
L'any 2005 la Guia Michelin renova les tres estrelles a Can Fabes i li concedeix quatre forquilles vermelles, atorgant d'aquesta manera la màxima distinció donada a Espanya. El Santceloni de Madrid aconsegueix la seva segona estrella. Al mateix temps, Santi Santamaria col·labora amb La Vanguardia per l'elaboració dels 24 toms del col·leccionable La nostra cuina i protagonitza el llibre Santi Santamaria entre llibres i fogons, on fa un repàs de la cuina i la literatura catalanes, creant receptes especialment per a l'ocasió. A finals d'any publica el que és el seu darrer llibre, Palabra de cocinero. Un chef en vanguardia. Al llarg de tot 2005, el xef es troba completament immers en un nou projecte, l'obertura del restaurant Evo, fruit de la seva relació amb el grup Hesperia. Una altra gran iniciativa de Santi Santamaria en aquest any es materialitza en el mes de novembre quan presenta Gourmand Santamaria, una marca pròpia de productes d'alta gastronomia.
L'any 2006 amb la mostra "Oda al producte", Santi Santamaria clausura l'exposició "La cuina dels genis del foc", que s'ha pogut visitar al Palau Robert de Barcelona des de l'any 2002. Al maig, el xef inaugura Evo, el seu nou restaurant, ubicat a la cúpula de vidre de l'espectacular hotel Hesperia Tower, a l'Hospitalet de Llobregat. Durant la primera meitat d'any, Santi Santamaria també s'ha centrat en l'ampliació de la gamma de productes Gourmand Santamaria, al mateix temps que ha assistit a diferents cites gastronòmiques internacionals, com el Recontres Internationales de Gastronomie (a finals de març a Tolosa de Llenguadoc) o el World Gourmet Summit (celebrat a Singapur durant el mes d'abril). El final de 2006 porta una gran notícia: la consecució de la primera estrella Michelin d'Evo, només set mesos després de la seva obertura.
L'any 2007 Santi Santamaria estrena l'any amb la publicació de dos nous llibres. El primer és un receptari que porta per títol 100 recetas para casa, mentre que el segon, editat en català i castellà, aposta per la dieta saludable i es diu El gust de la Salut. El mes de maig ha estat ben important pel xef de Sant Celoni, que ha inaugurat el seu quart restaurant a la població toledana de Torrico. El nou establiment es diu Tierra i està ubicat a l'Hotel Gourmand Valdepalacios.
El 27 de maig de 2008 va sortir a la venda el seu llibre La cocina al desnudo, guanyador del Premio de hoy, que li fou lliurat el 15 de maig pel ministre de cultura i on Santi Santamaria va aprofitar l'acte, per reivindicar la cuina tradicional enfront de la cuina amb química empresarial i l'espectacle mediàtic d'altres xefs, i provocà una forta polèmica en el sector.
Morí el 16 de febrer del 2011, als 53 anys, visitant el restaurant que dirigeix la seva filla a Singapur a causa d'un infart miocardíac. El succeeixen al capdavant de Can Fabes el xef Xavier Pellicer i de la seva filla Regina. Després de perdre una estrella, la crisi econòmica i altres factors, el Can Fabes va tancar les portes el 31 d'agost del 2013.

## Llibres publicats
Santamaria va publicar tant llibres en català com en castellà:
- La cuina de Santi Santamaria (2000)
- El gust de la diversitat (2001)
- El món culinari de Santi Santamaria (2001)
- La cocina es bella (2004)
- El restaurante (2003)
- Santi Santamaria entre llibres i fogons (2005)
- Palabra de cocinero (2005)
- 100 recetas para casa (2006)
- El gust de la salut (2007)
- La cocina al desnudo (2008)